# Мирон Федусевич
Мирон Федусевич (нар. 24 березня 1891, Стрий, Королівство Галичини та Володимирії, Австро-Угорщина — пом. 2 грудня 1962, Сідней, Австралія) — український літературознавець, музикознавець, славіст, україніст. Співзасновник Пласту, автор його емблеми й прапора.

## Життєпис
Походить із родини священика Юліана та Павлини Федусевичів, професора державної гімназії й громадського діяча. Народився 24 березня 1891 року у місті Стрий у Галичині, наймолодшим сином у родині був Мирон. Навчався в Народній школі Стрия у 1897–1901 роках, середню освіту набував у польській гімназії того ж містя (перших шість клясів), закінчував її в Академічній гімназії Львова, де здавав іспит зрілости 1909 року. Рівночасно вчився й музики (теорії та історії музики і гри на фортепіяні) у приватній музичній школі у Стрию та Вищій музичній школі ім. Лисенка у Львові.
Після гімназії вчився у Львівському університеті, студіював клясичну філологію з археологією, філософію та славістику. У ЦДІАЛ зберігається його кільканадцять листів до Кирила Студинського стосовно мовних питань.

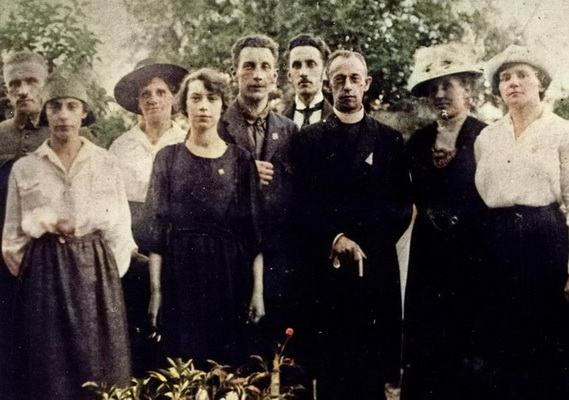
Крайова пластова рада 1919 рік. Мирон Федусевич шостий ліворуч

1913 року Федусевич організував при товаристві «Січові Стрільці» на Городоцькій дільниці у Львові дитячий відділ «малих стільчиків». 60 «стрільчиків» брали участь у Шевченківському Здвизі 26 червня 1914 року з своїм прапором — за проєктом Федусевича. Є автором першого Пластового прапора, створив його 1914 року.
Згодом поглиблював студії славістики й археології в Карловому університеті в Празі та Віденському університеті, зокрема славістику й педагогію. Ідею розвивати руханкові організації Федусевичу надав його учитель, професор Іван Боберський. Разом із професоркою Дарією Навроцькою були від початків опікунами пластових полків в учительській семінарії, Федусевич був опікуном IV полку ім. гетьмана Богдана Хмельницького. Професор української мови й літератури в Академічній гімназії (Головній).
Придумав і сам графічно оформив для Пласту відзнаку — лілею, переплетену тризубом.

Символ Пласту

Після виконання всіх вимаганих формальностей 1915 року почав учительську практику в Академічній (Головній) гімназії, і працював там аж до 1944-го, коли перейшов на емеритуру і переїхав до Відня. Після війни переїхав до Баварії, якийсь час жив у переселенському таборі в Карлсфельді біля Мюнхену, потім у Таборі «Орлик» у Берхтесґадені, у переходових таборах Фельдафінг і Функказерне.
Пежанський Михайло, один із перших пластунів-юнаків, так писав про Мирона Федусевича: «Він зорганізував у 1913 р. у Львові при Т-ві „Сокіл III“ на Городецькій дільниці дитячий відділ „малих стрільчиків“ (8-10 р.), яких повбирали в пластові однострої та вчили військового впоряду. Діти любили таку забаву в військо, яке вправляло дерев'яними крісами. То був прототип пластового новацтва. Шістдесят таких стрільчиків виступали в Шевченківському поході у Львові в 1914 р. із своїм прапором, за проєктом М. Федусевича. Той прапор став зразком для пізніших пластових прапорів, а в 1917 р. перейшов разом із „його“ пластунами до Академічної гімназії і став знаменем І пластового полку ім. П. К. Сагайдачного. Проф. Федусевича перенесла шкільна влада в 1920 р. до держ. української вчительської семінарії і він був там співопікуном пластової молоді та пластовим провідником у 1920–1923 рр. Він висказав свою думку, що середовище проф. І. Боберського в Соколі у Львові було спонукою до поширення українського скавтінґу.»
1924 року побрався з Іриною Вариводою, виховали двоє дітей.
У липні 1952 року емігрував до Австралії й поселився у Сіднеї. Дописував до українського часопису «Вільна думка» в Австралії, був членом НТШ. Помер у Сіднеї 2 грудня 1962 р. на 71-му році життя.